# Conjuração Baiana
Conjuração Baiana, znana też pod nazwą Revolta dos Alfaiates lub Revolta dos Búzios – ruch niepodległościowy, który narodził się pod koniec XVIII wieku w kapitanii Bahia (dzisiaj stan Bahia) na Północnym Wschodzie Brazylii. Miał charakter równościowy i ludowy. Poza żądaniem niepodległości od Portugalii, podnoszono w nim także m.in. kwestie zniesienia niewolnictwa oraz wprowadzenia wolnego handlu.
Nazwa Revolta dos Alfaiates (Rewolta Krawców) wskazuje na duży udział przedstawicieli klas niższych i rzemieślników, w tym właśnie krawców.

## Tło historyczne
Największym zrywem niepodległościowym w kolonialnej Brazylii był ruch o nazwie Inconfidência Mineira, który miał miejsce w 1789 roku w stanie Minas Gerais. Dziesięć lat później idee niepodległościowe były wciąż obecne w Brazylii. Hasła Rewolucji Francuskiej, takie jak “wolność, równość i braterstwo” trafiały na podatny grunt w portugalskiej kolonii. Obserwowano też wydarzenia, jakie rozgrywały się na Haiti, gdzie niewolnicy pod przywództwem Toussainta-L'Ouverture'a wywalczyli zniesienie niewolnictwa i przyznanie praw obywatelskich, a ostatecznie przyczynili się do uzyskania niepodległości. Wydarzenia za granicami Brazylii stały się inspiracją dla ruchów niepodległościowych.
Jednocześnie, w Bahia nastąpił wzrost niezadowolenia społecznego. Było to spowodowane przeniesieniem stolicy kolonii z Salvadoru do Rio de Janeiro w 1763 roku, co wiązało się z utratą dotychczasowych przywilejów, a także środków finansowych, należnych stolicy. Do obniżenia jakości życia mieszkańców Bahia przyczyniła się również podwyżka podatków. Gubernatorem kapitanii Bahia był wówczas D. Fernando José de Portugal e Castro, którego polityka nie cieszyła się popularnością wśród społeczeństwa, a zdaniem miejscowej ludności decyzje gubernatora doprowadziły do wzrostu cen podstawowych produktów i braku dostępnej żywności, przede wszystkim mięsa. Gubernator był przedstawicielem władzy Portugalii, zatem niezadowolenie skupiło się na polityce Portugalii wobec kolonii.

## Przebieg rewolty
Jednym z liderów rewolty był miejscowy lekarz, polityk i filozof Cipriano Barata. Wokół niego skupiali się przedstawiciele niższych klas społecznych, takich jak drobni rolnicy czy niewolnicy. Do ruchu przyłączyli się Mulaci, czarni, rzemieślnicy, żołnierze, kupcy. Innymi przywódcami byli: żołnierz Luís Gonzaga das Virgens oraz dwóch krawców: Manuel Faustino dos Santos Lira i João de Deus do Nascimento.
12 sierpnia 1798 roku na murach Salvadoru pojawiły się pierwsze napisy, adresowane do “republikańskiego ludu Bahii” i wzywały do uwolnienia się spod władzy portugalskiej, a także wyrażały hasła zaczerpnięte z Rewolucji Francuskiej, czyli “równość, wolność i braterstwo”, zwłaszcza w odniesieniu do czarnych i Mulatów. Pamflety z podobnymi hasłami pojawiały się także na drzwiach kościołów.
Do postulatów rewolty należały:
- Zniesienie niewolnictwa
- Walka z uprzedzeniami rasowymi
- Niepodległość od Portugalii i proklamacja Republiki
- Obniżenie podatków
- Otwarcie portów i wolny handel
- Podwyżki pensji dla żołnierzy

## Reakcja władz
Gubernator stanu Bahia otrzymał donos o miejscu, w którym spiskowcy mieli się spotkać 25 sierpnia. Już następnego dnia do więzienia trafiło 47 osób, z czego 9 niewolników. Przywódcy spisku zostali postawieni przed sądem. Intelektualiści, wśród nich lekarz Cipriano Barata, zostali uniewinnieni, natomiast ubodzy spiskowcy zostali skazani na śmierć. 8 listopada 1799 roku czterech z nich zostało powieszonych, a następnie poćwiartowanych na placu Praça da Piedade w Salvadorze. Aby zapobiec dalszym rewoltom i odstraszyć ewentualnych naśladowców, władze Bahia nakazały wystawienie okaleczonych ciał na widok publiczny w kilku miejscach miasta.